# 阿方斯·阿莱
阿方斯·阿馬杜·阿莱（法語：Alphonse Amadou Alley，1930年4月9日－1987年3月28日）是贝宁軍官和政治人物，他在達荷美共和國時期最為活躍。阿莱出生在達荷美中央地區巴西拉，並且在多哥、象牙海岸和塞內加爾當地學校就讀。1950年時他加入了法國陸軍，並且分別在1950年至1953年、1955年至1956年以及1959年至1961年期間被分派至印度支那、摩洛哥和阿爾及利亞。1965年軍事政變成功後，貝南總統克里斯托夫·索格洛任命阿莱擔任貝南陸軍參謀長。1967年時年輕的軍官莫里斯·库昂德特成為辦公室主任，他並且在同年12月17日發動軍事政變，但是兩天過後被迫把權力移交給阿莱。